# 学校法人東邦大学
学校法人東邦大学（がっこうほうじんとうほうだいがく）は日本の学校法人。前身は、1925年(大正14年)に財団法人帝国女子医学専門学校として創立された。1951年(昭和26年)に前身の財団法人東邦大学が学校法人東邦大学に改組された。

## 概要
前身は、1925年(大正14年)に財団法人帝国女子医学専門学校として創立された。
1942年(昭和17年)に財団法人帝国女子医学専門学校を財団法人額田教育報恩会と改称する。
1949年(昭和24年)に財団法人額田教育報恩会を財団法人東邦大学に改称する。
1951年(昭和26年)に財団法人東邦大学から現在の学校法人東邦大学に改組された。

## 設置している学校等

### 大学
- 東邦大学

### 中学校・高等学校
- 駒場東邦中学校・高等学校（東京都世田谷区）
- 東邦大学付属東邦中学校・高等学校（千葉県習志野市)

### 保育園
- 東邦大学医学部付属東邦大学保育園

## 過去に設置していた学校
- 東邦大学医療短期大学

- 東邦大学佐倉看護専門学校

## 関連企業
- 株式会社東邦キャンパスサービス

## 歴代理事長
| 代数 | 氏名     | 在任                          | 備考                                                 |
| ---- | -------- | ----------------------------- | ---------------------------------------------------- |
| 初代 | 額田豊   | 1925年3月10日～1957年3月31日  |                                                      |
| 2代  | 額田晉   | 1957年4月1日～1963年7月9日    |                                                      |
| 3代  | 高木逸雄 | 1963年7月9日～1964年8月31日   | 元宮内省侍医。高木豊三の子                           |
| 4代  | 藤原孝夫 | 1964年8月31日～1969年11月26日 | 元、内務省警保局局長、元山梨県・神奈川県・千葉県知事 |
| 5代  | 桑原章吾 | 1966年11月26日～1991年8月31日 |                                                      |
| 6代  | 柴田洋子 | 1991年9月1日～1997年8月31日   |                                                      |
| 7代  | 野口鉄也 | 1997年9月1日～2006年8月31日   |                                                      |
| 8代  | 伊藤元博 | 2006年9月1日～2009年8月31日   |                                                      |
| 9代  | 炭山嘉伸 | 2009年9月1日～現在            |                                                      |